# Quercus nixoniana
Quercus nixoniana — вид рослин з родини букових (Fagaceae); ендемік Сьєрра-Мадре-дель-Сур — Мексика.

## Опис
Це вічнозелене дерево заввишки 20–25 метрів. Кора сіра, спочатку луската, стає тріщинистою. Гілочки стрункі, ± голі. Листки 7–15 × 1–3 см; основа клиноподібна; верхівка гостра; край цілий, без зубів; верх темно-зелений, голий; низ голий; ніжка гола, 0.5 см завдовжки. Жолуді дозрівають у перший рік, поодинокі до 3 на короткому плодоносі (до 2 см завдовжки), яйцюваті, 1–1.5 см.

## Поширення й екологія
Ендемік Сьєрра-Мадре-дель-Сур — Мексика (Герреро, Халіско, Оахака).
Зростає в сосново-дубових лісах, хмарних лісах і дубових лісах; на висотах 1300–2300 м.

## Загрози
Мексиканський хмарний ліс піддається багатьом загрозам, які включають не лише просування сільськогосподарських кордонів та експлуатацію лісових ресурсів, але й тиск видобутку корисних копалин, будівництва шляхів сполучення, урбанізації.